# Bernhard Schölkopf
Bernhard Schölkopf (né le 20 février 1968 à Stuttgart) est un chercheur allemand, directeur de l'Institut Max-Planck pour les systèmes intelligents depuis 2011.
Son domaine de prédilection est l'apprentissage automatique et en particulier l'astuce du noyau.

## Prix et distinctions
Il a remporté le prix Milner en 2014, pour « avoir été un pionnier dans l'apprentissage automatique, et dont le concept de machine à noyau est utilisé dans tous les domaines de la science et de l'industrie ».
En 2018 il reçoit le prix Hector.
L'astéroïde (53839) Schölkopf a été nommé en son honneur.